# Calliostoma joanneae
Calliostoma joanneae is een slakkensoort uit de familie van de Calliostomatidae. De wetenschappelijke naam van de soort is voor het eerst geldig gepubliceerd in 1971 door Olsson.